# Pablo Moses
Pablo Moses, pseudonimo di Pablo Henry (Giamaica, 28 giugno 1948), è un cantante reggae giamaicano.

## Biografia
Pablo Moses nasce in Giamaica nel 1948 ed è originario della Manchester Parish.

## Discografia

### Album studio
- Revolutionary Dream (1975, Jigsaw) (pubblicato anche nel 1978 come I Love I Bring)
- A Song (1980, Island Records)
- Pave The Way (1981, Island Records)
- In the Future (1983, Mercury Records)
- Tension (1985, Mercury Records)
- We Refuse (1990)
- Charlie (1990)
- Confession of a Rastaman (1993, Musidisc)
- Mission (1995, RAS)
- The Rebirth (2010, Grounded Music )

### Live
- Reggae Live Sessions (1998, CRS)
- Live to Love (1988, Rohit)